# Colette Cosnier
Pour les articles homonymes, voir Cosnier.
Colette Cosnier  est une universitaire et féministe française née le 28 avril 1936 à La Flèche et morte le 4 janvier 2016 à Rennes. 

## Biographie
Née à la Flèche, elle est fille unique. Elle s'inscrit à la faculté des lettres de Rennes. Elle consacre sa thèse de 3è cycle, qu'elle obtient à l'université de Rennes en 1963, à  la pièce de Thomas Corneille, L’Amour à la mode. Elle se passionne pour le théâtre. Elle est assistante à l’Institut d’études théâtrales, où elle côtoie théoriciens et auteurs de pièces. Elle publie deux pièces de théâtre en 1970 et en 1975. Elle enseigne la littérature à l'université Rennes 2 à partir de 1973. Elle est l'une des premières à consacrer ses cours aux écrivaines.
En 1993, elle revient sur son enfance et écrit un roman sur ses grands-parents, Les Gens de l’office.
En 2001, elle publie Le silence des filles. De l'aiguille à la plume. Dans cet ouvrage, elle montre la difficulté pour les femmes au XIXe et XXe siècles à partir des journaux d'Anaïs Nin, Caroline Brame, Geneviève Bréton, Amélie Weiler, Lucile Le Verrier, Eugénie de Guérin, Marie Bashkirtseff, Marie Lenéru de devenir créatrices. 
Une rue porte son nom à Rennes dans le Quartier Nord - Saint-Martin à partir de 2018.
Ses archives sont conservées au Centre des archives du féminisme à Angers.
En 2022, Patricia Godard lui consacre une biographie sous forme d'entretiens imaginaires intitulée Colette Cosnier, un féminisme en toutes lettres, publiée aux éditions Goater.

## Publications

### Romans
- Le Chemin des salicornes, Paris, Albin Michel, 1981, 142 p.
- Les gens de l'office : à l'Hôtel de France en 1900, Le Mans, Cénomane, 1993, 254 p. (ISBN 2-905596-43-0)

### Biographies
- Marie Bashkirtseff, Un portrait sans retouches, Paris, Éditions Horay, 1985, 151 p. (ISBN 2-85882-728-1) (traduit en allemand : Ich will alles sein, Verlag Volk und Welt, 1994, en russe 2004 et 2008)
- La Bolchevique aux bijoux, Louise Bodin, Paris, Paris, Éditions Horay, 1988, 198 p.
- Marie Pape-Carpantier, fondatrice de l’école maternelle, Paris, Fayard, 2003, 415 p.
- Henriette d'Angeville : la dame du Mont-Blanc, Chamonix, Guérin, 2006, 303 p. (ISBN 2-911755-97-9)

### Essais
- Le silence des filles : de l'aiguille à la plume, Paris, Fayard, 2001, 332 p. (ISBN 978-2-7535-0812-5), Prix de l’Académie du Maine, 2001.
- Histoires de saintes, parcours de femmes, Rennes, Presses Universitaires de Rennes, 2016.

### Pièces de théâtre
- Le Village ensorcelé, pièce en un acte, Paris, Magnard, 1971, 128 p. (ISBN 2-213-60823-7)
- Marion du Faouët, la catin aux cheveux rouges, Rennes, P. J. Oswald, 1975, 112 p.

### Histoire
- Rennes pendant le procès Dreyfus, Rennes, Ouest France, 1984, 151 p. (ISBN 2-85882-728-1)
- Les dames de Femina, Rennes, Presses universitaires de Rennes, 2009, 308 p. (ISBN 978-2-7535-0812-5)

### Autres
- Parcours de femmes à Rennes, en collaboration avec Dominique Irvoas-Dantec, Rennes, Apogée, 2001, 175 p. (ISBN 2-84398-096-8)
- Hugo et le Mont-Blanc, Chamonix, Guérin, 2002, 308 p. (ISBN 978-2-7535-0812-5)
- Les quatre montagnes de George Sand, Chamonix, Guérin, 2004, 235 p.
- Parcours de femmes au Mans, Rennes, Apogée, 2009, 143 p. (ISBN 978-2-84398-333-7)
- Femmes du XVII en verve, Paris, Horay, 2010, 124 p.
- Paul Scarron en verve, Paris, Horay, 2010, 117 p.